# Kris Jenner
Kristen Mary "Kris" Jenner (ursprungligen Houghton, tidigare Kardashian), född 5 november 1955 i San Diego, Kalifornien, är en amerikansk affärskvinna och TV-personlighet. Hon har medverkat i realityserien Familjen Kardashian.

## Uppväxt
Jenner föddes som Kristen Mary Houghton den 5 november 1955 i San Diego, Kalifornien till Mary Jo Shannon och Robert Houghton. När hon var sju år, skildes föräldrarna. Mamma Mary uppfostrade Kris och hennes äldre syster Karen själv. Hon gick på Clairemont High School.

## Privatliv
Den 8 juli 1978 gifte sig den då 22-åriga Kristen Houghton med den 34-årige advokaten Robert Kardashian. Tillsammans fick de barnen Kourtney, Kim, Khloé och Rob. År 1990, skilde sig makarna. Efter skilsmässan från Robert, träffade hon den före detta OS-stjärnan Caitlyn Jenner (då Bruce Jenner). De gifte sig den 21 april 1991 och separerade den 9 oktober 2013. Tillsammans har de döttrarna Kendall och Kylie.